# 堂ケ芝
堂ケ芝（どうがしば）は、大阪府大阪市天王寺区にある町名。現行行政地名は堂ケ芝一丁目および堂ケ芝二丁目。

## 地理
天王寺区の東部に位置し、南に烏ケ辻、北東に東上町、北西に筆ケ崎町、西に細工谷および松ケ鼻町、東に生野区桃谷と接している。

## 経済

### 産業
店・企業
- デサント 本店・大阪オフィス
- 万代 桃谷駅前店

### 事業所
2016年（平成28年）現在の経済センサス調査による事業所数と従業員数は以下の通りである。
| 丁目         | 事業所数  | 従業員数 |
| ------------ | --------- | -------- |
| 堂ケ芝一丁目 | 54事業所  | 872人    |
| 堂ケ芝二丁目 | 70事業所  | 435人    |
| 計           | 124事業所 | 1,307人  |

### 家主
『日本紳士録』によると、堂ケ芝の家主は見野佐次兵衛、見野末次郎、見野幸三などがいた。

## 世帯数と人口
2019年（平成31年）3月31日現在の世帯数と人口は以下の通りである。
| 丁目         | 世帯数    | 人口    |
| ------------ | --------- | ------- |
| 堂ケ芝一丁目 | 469世帯   | 932人   |
| 堂ケ芝二丁目 | 949世帯   | 2,175人 |
| 計           | 1,418世帯 | 3,107人 |

### 人口の変遷
国勢調査による人口の推移。
| 1995年（平成7年）  | 1,991人 | [ 7 ]  |  |
| 2000年（平成12年） | 2,446人 | [ 8 ]  |  |
| 2005年（平成17年） | 2,744人 | [ 9 ]  |  |
| 2010年（平成22年） | 2,639人 | [ 10 ] |  |
| 2015年（平成27年） | 3,106人 | [ 11 ] |  |

### 世帯数の変遷
国勢調査による世帯数の推移。
| 1995年（平成7年）  | 782世帯   | [ 7 ]  |  |
| 2000年（平成12年） | 1,013世帯 | [ 8 ]  |  |
| 2005年（平成17年） | 1,166世帯 | [ 9 ]  |  |
| 2010年（平成22年） | 1,150世帯 | [ 10 ] |  |
| 2015年（平成27年） | 1,349世帯 | [ 11 ] |  |

## 交通

### 鉄道
- 西日本旅客鉄道
  - 大阪環状線 桃谷駅

### 道路
- 玉造筋

## 施設
- 大阪国税局 天王寺税務署
- 大阪府歯科医師会附属歯科衛生士専門学校
- 大阪市立桃陽小学校
- 大阪府歯科医師会休日・夜間緊急歯科診療所

## 出身・ゆかりのある人物
- 祭原彌三郎（洋酒食料品商、祭原商店相談役）[12]
- 祭原光太郎（立命館大学教授） - 祭原彌三郎の長男[12]。
- 見野末次郎（家主[6]、大阪市会議員、金融業[13]） - 勝山通1丁目、地家主・金融業見野文次郎の弟[14]。

## その他

### 日本郵便
- 〒543-0033[3]（集配局：天王寺郵便局[15]）